# El cumple de la abuela
El cumple de la abuela és una pel·lícula mexicana de comèdia romàntica del 2015 escrita i dirigida per Javier Colinas. La pel·lícula és protagonitzada per Susana Alexander, César Giraldo i Luis Arrieta en els papers principals.
La pel·lícula es va estrenar al Chicago Latino Film Festival de 2015. Es va estrenar posteriorment a Mèxic l'1 de gener de 2016 i va rebre crítiques diverses. També es va transmetre a Netflix el 20 de desembre de 2016, però va ser eliminada per la plataforma el desembre de 2017. La seva seqüela, La boda de la abuela, es va publicar el 2019 i va generar crítiques mixtes.

## Sinopsi
Una família disfuncional viatja fins a Cuernavaca per celebrar l'aniversari de l'àvia Abuela (Susana Alexander) i totes les salutacions s'esvaeixen quan el pare apareix amb la seva nova esposa.

## Repartiment
- Susana Alexander - Abuela
- Cesar Giraldo - Julio
- Luis Arrieta - Daniel
- Luis Ernesto Franco - Sebastián
- Antonio Gaona - Juan Pablo
- Martha Claudia Moreno - Natalia
- Paola Núñez - Andrea
- Renata Notni - Julieta
- Marimar Vega - Ana
- Tiaré Scanda - Diana
- Macaria - Aurora
- Rodrigo Murray - Gerardo
- Elba Jiménez - Gema Rubí